# Список народных художников СССР
Список народных художников СССР
Ниже приведён полный список народных художников СССР по годам присвоения звания (всего 159 человек).

## 1943—1949 годы

### 1943 год
- Герасимов, Александр Михайлович (1881—1963), советский живописец (Указ от 26.07.1943)
- Иогансон, Борис Владимирович (1893—1973), русский и советский художник и педагог (Указ от 26.07.1943)
- Меркуров, Сергей Дмитриевич (1881—1952), советский скульптор-монументалист (Указ от 26.07.1943)
- Мухина, Вера Игнатьевна (1889—1953), русский и советский скульптор (Указ от 26.07.1943)

### 1944 год
- Касиян, Василий Ильич (1896—1976), советский украинский график (Указ от 04.01.1944)
- Петрицкий, Анатолий Галактионович (1895—1964), советский украинский живописец (Указ от 04.01.1944)
- Шовкуненко, Алексей Алексеевич (1884—1974), советский живописец (Указ от 04.01.1944)

## 1950—1959 годы

### 1950 год
- Юон, Константин Фёдорович (1875—1958), русский и советский живописец, мастер пейзажа, теоретик искусства (Указ от 13.11.1950)

### 1951 год
- Федоровский, Фёдор Фёдорович (1883—1955), русский, советский театральный художник (Указ от 27.05.1951)

### 1953 год
- Тоидзе, Моисей Иванович (1871—1953), советский живописец (Указ от 15.02.1953)

### 1956 год
- Бакшеев, Василий Николаевич (1862—1958), советский живописец (Указ от 19.03.1956)
- Грабарь, Игорь Эммануилович (1871—1960), русский советский художник, искусствовед, просветитель, музейный деятель (Указ от 07.04.1956)

### 1957 год
- Залькалн, Теодор Эдуардович (1876—1972), латвийский скульптор (Указ от 05.01.1957)
- Жмуйдзинавичюс, Антанас Йоно (1876—1966), советский живописец (Указ от 07.01.1957)
- Лишев, Всеволод Всеволодович (1877—1960), русский и советский скульптор (Указ от 22.06.1957)

### 1958 год
- Конёнков, Сергей Тимофеевич (1874—1971), русский (советский) художник, скульптор (Указ от 02.01.1958)
- Герасимов, Сергей Васильевич (1885—1964), русский, советский художник (Указ от 31.07.1958)
- Крылов, Порфирий Никитич (1902—1990), советский живописец и график (Указ от 24.11.1958)
- Куприянов, Михаил Васильевич (1903—1991), советский живописец и график (Указ от 24.11.1958)
- Соколов, Николай Александрович (1903—2000), советский график и живописец (Указ от 24.11.1958)
- Серов, Владимир Александрович (1910—1968), советский живописец и график, педагог (Указ от 25.11.1958)
- Манизер, Матвей Генрихович (1891—1966), советский скульптор (Указ от 26.11.1958)

### 1959 год
- Вучетич, Евгений Викторович (1908—1974), советский скульптор-монументалист (Указ от 22.09.1959)

## 1960—1969 годы

### 1960 год
- Сарьян, Мартирос Сергеевич (1880—1972), армянский и советский живописец-пейзажист, график и театральный художник (Указ от 01.03.1960)
- Томский, Николай Васильевич (1900—1984), советский скульптор-монументалист (Указ от 01.03.1960)

### 1961 год
- Микенас, Юозас Йокубо (1901—1964), литовский скульптор (Указ от 24.06.1961)

### 1962 год
- Рындин, Вадим Фёдорович (1902—1974), советский театральный художник (Указ от 10.02.1962)
- Пластов, Аркадий Александрович (1893—1972), советский живописец (Указ от 04.07.1962)
- Корин, Павел Дмитриевич (1892—1967), русский советский живописец (Указ от 20.09.1962)

### 1963 год
- Абдуллаев, Микаил Гусейн оглы (1921—2002), азербайджанский живописец и график (Указ от 12.04.1963)
- Аникушин, Михаил Константинович (1917—1997), советский и российский скульптор (Указ от 12.04.1963)
- Белашова, Екатерина Фёдоровна (1906—1971), советский скульптор (Указ от 12.04.1963)
- Богдеско, Илья Трофимович (1923—2010), молдавский советский график (Указ от 12.04.1963)
- Божий, Михаил Михайлович (1911—1990), советский и украинский живописец (Указ от 12.04.1963)
- Бокшай, Иосиф Иосифович (1891—1975), советский и украинский живописец (Указ от 12.04.1963)
- Дейнека, Александр Александрович (1899—1969), советский живописец, график и скульптор (Указ от 12.04.1963)
- Дерегус, Михаил Гордеевич (1904—1997), советский и украинский график, живописец (Указ от 12.04.1963)
- Джапаридзе, Уча Малакиевич (1906—1988), советский грузинский живописец и график (Указ от 12.04.1963)
- Жуков, Николай Николаевич (1908—1973), живописец, график, плакатист (Указ от 12.04.1963)
- Кибальников, Александр Павлович (1912—1987), советский скульптор (Указ от 12.04.1963)
- Лысенко, Михаил Григорьевич (1906—1972), советский скульптор (Указ от 12.04.1963)
- Окас, Эвальд Карлович (1915—2011), советский и эстонский живописец, педагог (Указ от 12.04.1963)
- Сарксян, Ара Мигранович (1902—1969), советский и армянский скульптор (Указ от 12.04.1963)
- Свемп, Лео Симанович (1897—1975), советский латвийский художник и педагог (Указ от 12.04.1963)
- Тансыкбаев, Урал Тансыкбаевич (1904—1974), советский узбекский художник казахского происхождения (Указ от 12.04.1963)
- Фаворский, Владимир Андреевич (1886—1964), русский, советский художник, мастер ксилографии и книжной графики, живописец-монументалист (Указ от 12.04.1963)
- Чуйков, Семён Афанасьевич (1902—1980), советский живописец (Указ от 12.04.1963)
- Юркунас, Витаутас Миколо (1910—1993), советский и литовский график (Указ от 12.04.1963)

### 1965 год
- Волков, Борис Иванович (1900—1970), советский театральный художник (Указ от 16.07.1965)
- Ефанов, Василий Прокофьевич (1900—1978), советский художник (Указ от 30.08.1965)
- Кузминскис, Йонас Миколо (1906—1985), советский и литовский график (Указ от 30.08.1965)
- Непринцев, Юрий Михайлович (1909—1996), советский живописец, график (Указ от 30.08.1965)
- Ромас, Яков Дорофеевич (1902—1969), советский живописец и педагог (Указ от 30.08.1965)
- Нирод, Фёдор Фёдорович (1907—1996), советский театральный художник (Указ от 06.12.1965)

### 1967 год
- Шмаринов, Дементий Алексеевич (1907—1999), советский график и рисовальщик (Указ от 19.05.1967)
- Ефимов, Борис Ефимович (1900—2008), советский художник-график, мастер политической карикатуры (Указ от 27.06.1967)
- Арефьев, Анатолий Васильевич (1918—1989), советский театральный художник (Указ от 01.07.1967)
- Кибрик, Евгений Адольфович (1906—1978), советский живописец и график, иллюстратор, педагог (Указ от 01.07.1967)

### 1969 год
- Пинчук, Вениамин Борисович (1908—1987), советский скульптор (Указ от 04.02.1969)
- Налбандян, Дмитрий Аркадьевич (1906—1993), советский и армянский художник (Указ от 29.05.1969)
- Рейндорф, Гюнтер Генрихович (1889—1974), эстонский советский график, книжный иллюстратор (Указ от 07.07.1969)
- Еней, Евгений Евгеньевич (1890—1971), советский художник кино (Указ от 29.09.1969)
- Орешников, Виктор Михайлович (1904—1987), русский советский живописец и педагог (Указ от 31.12.1969)

## 1970—1979 годы

### 1970 год
- Пименов, Юрий Иванович (1903—1977), советский живописец и график (Указ от 10.02.1970)
- Кутателадзе, Аполлон Караманович (1900—1972), советский и грузинский живописец (Указ от 18.09.1970)
- Моисеенко, Евсей Евсеевич (1916—1988), российский советский живописец, график и педагог (Указ от 18.09.1970)

### 1971 год
- Айтиев, Гапар Айтиевич (1912—1984), один из первых советских художников-киргизов (Указ от 05.04.1971)
- Пахомов, Алексей Фёдорович (1900—1973), советский график и живописец (Указ от 27.04.1971)
- Пророков, Борис Иванович (1911—1972), русский художник, мастер сатиры и агитационно-политической графики (Указ от 28.09.1971)
- Ромадин, Николай Михайлович (1903—1987), русский советский живописец (Указ от 12.10.1971)

### 1972 год
- Бриеде, Александра Яновна (1901—1992), латышский скульптор (Указ от 24.02.1972)
- Гудиашвили, Ладо Давидович (1886—1980), грузинский художник (Указ от 04.08.1972)

### 1973 год
- Каневский, Аминадав Моисеевич (1898—1976), российский график (Указ от 30.03.1973)
- Салахов, Таир Теймур оглы (1928—2021), советский азербайджанский и российский художник-живописец (Указ от 28.04.1973)
- Клычев, Иззат Назарович (1923—2006), туркменский советский живописец (Указ от 24.07.1973)
- Азгур, Заир Исаакович (1908—1995), советский и белорусский скульптор (Указ от 18.09.1973)
- Сабсай, Пинхос Владимирович (1893—1980), советский скульптор (Указ от 05.10.1973)

### 1974 год
- Григорьев, Сергей Алексеевич (1910—1988), советский живописец и график (Указ от 18.04.1974)
- Грицай, Алексей Михайлович (1914—1998), советский живописец (Указ от 31.05.1974)
- Шишко, Сергей Фёдорович (1911—1997), советский украинский живописец (Указ от 07.08.1974)
- Мальцев, Пётр Тарасович (1907—1993), советский живописец (Указ от 17.09.1974)
- Решетников, Фёдор Павлович (1906—1988), советский художник (Указ от 10.10.1974)
- Семёнов, Иван Максимович (1906—1982), советский график (Указ от 10.10.1974)
- Зиновьев, Николай Михайлович (1888—1979), русский и советский художник (Указ от 11.11.1974)

### 1975 год
- Калнынь, Эдуард Фридрихович (1904—1988), советский и латвийский художник (Указ от 04.03.1975)

### 1976 год
- Кочар, Ерванд Семёнович (1899—1979), армянский скульптор и художник (Указ от 13.01.1976)
- Вирсаладзе, Симон Багратович (1909—1989), советский театральный художник (Указ от 25.05.1976)
- Мыльников, Андрей Андреевич (1919—2012), советский, российский живописец (Указ от 03.08.1976)
- Глущенко, Николай Петрович (1901—1977), советский, украинский художник (Указ от 29.10.1976)
- Гапоненко, Тарас Гурьевич (1906—1993), советский живописец (Указ от 29.12.1976)

### 1977 год
- Илтнер, Эдгар Карлович (1925—1983), латышский и советский художник (Указ от 14.01.1977)
- Кугач, Юрий Петрович (1917—2013), советский живописец (Указ от 10.08.1977)
- Бородай, Василий Захарович (1917—2010), советский украинский скульптор (Указ от 25.08.1977)
- Пономарёв, Николай Афанасьевич (1918—1997), советский график (Указ от 19.10.1977)
- Кербель, Лев Ефимович (1917—2003), советский и российский скульптор (Указ от 10.11.1977)
- Серебряный, Иосиф Александрович (1907—1979), российский советский живописец (Указ от 19.12.1977)

### 1978 год
- Цигаль, Владимир Ефимович (1917—2013), советский и российский скульптор (Указ от 24.01.1978)
- Тельжанов, Канафия Темир-Булатович (1927—2013), художник (Указ от 16.02.1978)
- Бабурин, Михаил Фёдорович (1907—1984), скульптор (Указ от 23.02.1978)
- Савицкий, Михаил Андреевич (1922—2010), советский и белорусский художник (Указ от 23.02.1978)
- Бондаренко, Павел Иванович (1917—1992), скульптор (Указ от 04.04.1978)
- Штраних, Владимир Фёдорович (1888—1981), советский живописец (Указ от 18.10.1978)

### 1979 год
- Пузырьков, Виктор Григорьевич (1918—1999), советский и украинский живописец (Указ от 21.03.1979)
- Коржев, Гелий Михайлович (1925—2012), советский и российский живописец (Указ от 24.05.1979)
- Ковалёв, Александр Александрович (1915—1991), советский скульптор (Указ от 07.12.1979)

## 1980—1989 годы

### 1980 год
- Виленский, Зиновий Моисеевич (1899—1984), советский скульптор (Указ от 28.02.1980)
- Церетели, Зураб Константинович (1934—2025), российский художник и скульптор (Указ от 28.03.1980)
- Якупов, Харис Абдрахманович (1919—2010), советский российский живописец (Указ от 13.05.1980)
- Глазунов, Илья Сергеевич (1930—2017), российский художник (Указ от 06.06.1980)
- Юнтунен, Суло Хейккиевич (1915—1980), советский живописец (Указ от 19.06.1980)
- Бродская, Лидия Исааковна (1910—1991), советский живописец (Указ от 08.09.1980)
- Мочальский, Дмитрий Константинович (1908—1988), советский живописец (Указ от 03.11.1980)

### 1981 год
- Горяев, Виталий Николаевич (1910—1982), советский график-иллюстратор, живописец, карикатурист (Указ от 11.06.1981)
- Зверьков, Ефрем Иванович (1921—2012), советский и российский живописец (Указ от 24.07.1981)
- Ахмедов, Рахим Ахмедович (1924—2008), советский и узбекский живописец (Указ от 23.09.1981)

### 1982 год
- Угаров, Борис Сергеевич (1922—1991), русский советский живописец (Указ от 19.02.1982)
- Яблонская, Татьяна Ниловна (1917—2005), советский живописец (Указ от 03.06.1982)
- Сумбаташвили, Иосиф Георгиевич (1915—2012), советский, грузинский и российский театральный художник (Указ от 08.06.1982)
- Никогосян, Николай Багратович (1918—2018), советский, армянский и российский скульптор, живописец и график (Указ от 24.06.1982)
- Домашников, Борис Фёдорович (1924—2003), русский советский живописец (Указ от 20.07.1982)

### 1983 год
- Ткачёв, Алексей Петрович (1925—2025), советский живописец (Указ от 06.05.1983)
- Ткачёв, Сергей Петрович (1922—2022), советский живописец (Указ от 06.05.1983)
- Верейский, Орест Георгиевич (1915—1993), советский художник, книжный график (Указ от 03.08.1983)
- Ханджян, Григор Сепухович (1926—2000), советский и армянский живописец и график (Указ от 23.11.1983)

### 1985 год
- Гудайтис, Антанас Мартино (1904—1989), советский живописец (Указ от 23.01.1985)
- Овечкин, Николай Васильевич (1929—1993), советский живописец (Указ от 23.01.1985)
- Котухина, Анна Александровна (1915—2007), советская художница, мастер палехской миниатюры (Указ от 29.03.1985)
- Моркунас, Казимерас Йоно (1924—2014), советский и литовский мастер витража (Указ от 10.04.1985)
- Шилов, Александр Максович (р. 1943), советский и российский художник-живописец и график, автор портретов (Указ от 16.04.1985)
- Богданов, Михаил Александрович (1914—1995), русский советский художник кино (Указ от 25.06.1985)
- Загонек, Вячеслав Францевич (1919—1994), русский советский живописец (Указ от 09.07.1985)
- Королёв, Юрий Константинович (1929—1992), советский живописец (Указ от 21.08.1985)

### 1986 год
- Садыков, Тургунбай Садыкович (р. 1935), советский и киргизский скульптор (Указ от 10.01.1986)
- Широков, Евгений Николаевич (1931—2017), российский художник-живописец (Указ от 15.01.1986)
- Щербаков, Борис Валентинович (1916—1995), советский художник (Указ от 22.05.1986)
- Зариньш, Индулис Августович (1929—1997), латышский и советский художник (Указ от 27.08.1986)

### 1987 год
- Йокубонис, Гедиминас Альбине (1927—2006), литовский советский скульптор (Указ от 21.05.1987)
- Курнаков, Андрей Ильич (1916—2010), советский и российский живописец, педагог (Указ от 07.07.1987)
- Бердзенишвили, Мераб Исидорович (1929—2016), грузинский советский скульптор (Указ от 06.08.1987)
- Комов, Олег Константинович (1932—1994), советский и российский скульптор, график (Указ от 10.09.1987)

### 1988 год
- Сидоров, Валентин Михайлович (1928—2021), советский и российский живописец (Указ от 26.01.1988)
- Тараев, Михаил Михайлович (1920—1996), советский и российский художник-керамист (Указ от 11.02.1988)
- Осипов, Афанасий Николаевич (1928—2017), советский и российский живописец (Указ от 07.06.1988)
- Амашукели, Элгуджа Давидович (1928—2002), советский и грузинский скульптор (Указ от 27.10.1988)
- Рукавишников, Иулиан Митрофанович (1922—2000), советский скульптор (Указ от 11.10.1988)

### 1989 год
- Лутфуллин, Ахмат Фаткуллович (1928—2007), башкирский живописец (Указ от 04.07.1989)
- Нариманбеков, Тогрул Фарман оглы (1930—2013), азербайджанский художник (Указ от 22.06.1989)
- Левенталь, Валерий Яковлевич (1938—2015), российский театральный художник (Указ от 28.06.1989)
- Оссовский, Пётр Павлович (1925—2015), советский и российский живописец, график (Указ от 18.08.1989)

## 1990—1991 годы

### 1990 год
- Сойфертис, Леонид Владимирович (1911—1996), российский и советский график (Указ от 10.05.1990)
- Асламазян, Мариам Аршаковна (1907—2006), армянский и советский живописец (Указ от 27.07.1990)
- Курбанов, Сухроб Усманович (1946—2016), советский и таджикский художник (Указ от 30.10.1990)
- Иванов, Виктор Иванович (р. 1924), советский и российский художник (Указ от 01.11.1990)

### 1991 год
- Константинов, Фёдор Денисович (1910—1997), советский и российский график (Указ от 25.02.1991)
- Васнецов, Андрей Владимирович (1924—2009), российский художник (Указ от 19.03.1991)
- Замков, Владимир Константинович (1925—1998), российский и советский живописец-монументалист (Указ от 21.03.1991)
- Азарова, Людмила Павловна (1919—2010), советский и российский скульптор-керамист (Указ от 30.04.1991)
- Игошев, Владимир Александрович (1921—2007), российский и советский живописец и график (Указ от 22.10.1991)
- Фомин, Пётр Тимофеевич (1919—1996), российский и советский живописец и педагог (Указ от 20.12.1991)

## Ныне живущие носители звания
В списке представлены ныне живущие народные художники СССР (всего 3 человека):
- Шилов, Александр Максович (род. 1943) — живописец, Герой Труда Российской Федерации (2023). Звание присвоено в 1985 году.
- Садыков, Тургунбай Садыкович (род. 1935) — скульптор, ректор АХ Киргизии, Герой Социалистического Труда (1991), Герой Кыргызстана (1997), лауреат Ленинской премии (1980). Звание присвоено в 1986 году.
- Иванов, Виктор Иванович (род. 1924) — живописец, лауреат Государственной премии СССР (1968). Звание присвоено в 1990 году.